# Suomen huippumalli haussa (mùa 3)
Mùa thứ ba của Suomen huippumalli haussa được công chiếu vào ngày 12 tháng 4 năm 2010 trên kênh Nelonen. Tập cuối được phát sóng vào ngày 16 tháng 6 năm 2010.
Địa điểm quốc tế cho mùa này là Milan cho top 8 và Hurghada cho top 5.
Người chiến thắng của mùa này là Jenna Kuokkanen, 19 tuổi từ Porvoo. Cô nhận được:
- 1 hợp đồng người mẫu với Paparazzi Model Management
- 6 trang biên tập cho tạp chí Elle
- Trở thành người phát ngôn cho Max Factor
- 1 chuyến đi casting ở New York từ Tjäreborg

## Các thí sinh
(Tuổi tính từ ngày dự thi)
| Thí sinh        | Tuổi | Chiều cao               | Quê quán  | Bị loại ở | Hạng |
| --------------- | ---- | ----------------------- | --------- | --------- | ---- |
| Anette Häikiö   | 18   | 1,75 m (5 ft 9 in)      | Jyväskylä | Tập 2     | 11   |
| Stephanie Cook  | 18   | 1,75 m (5 ft 9 in)      | Askola    | Tập 3     | 10   |
| Krista Naumanen | 18   | 1,75 m (5 ft 9 in)      | Kuopio    | Tập 4     | 9    |
| Nina Puotiniemi | 19   | 1,79 m (5 ft 10+1⁄2 in) | Oulu      | Tập 6     | 8    |
| Anna Nevala     | 19   | 1,74 m (5 ft 8+1⁄2 in)  | Helsinki  | Tập 7     | 7–6  |
| Nelli Sorvo     | 19   | 1,86 m (6 ft 1 in)      | Helsinki  | Tập 7     | 7–6  |
| Ira Kaitazis    | 19   | 1,81 m (5 ft 11+1⁄2 in) | Turku     | Tập 8     | 5    |
| Mari Torni      | 18   | 1,82 m (5 ft 11+1⁄2 in) | Helsinki  | Tập 9     | 4    |
| Saara Sihvonen  | 18   | 1,79 m (5 ft 10+1⁄2 in) | Helsinki  | Tập 10    | 3–2  |
| Tiia Hakala     | 18   | 1,83 m (6 ft 0 in)      | Tampere   | Tập 10    | 3–2  |
| Jenna Kuokkanen | 19   | 1,73 m (5 ft 8 in)      | Porvoo    | Tập 10    | 1    |

## Các tập

### Tập 1
Khởi chiếu: 12 tháng 4 năm 2010
Từ hàng trăm cô gái tham gia vòng sơ tuyển tại trung tâm mua sắm Stockmann ở Oulu, Lappeenranta, Turku & Tampere, 50 thí sinh bán kết được chọn và được gặp cố vấn stylish Tommy Kilponen & chuyên gia trang điểm Karoliina Kangas, trước khi có buổi chụp hình ảnh thẻ với mặt mộc tự nhiên và phải đi catwalk trước mặt ban giám khảo. Kết quả là chỉ có 20 cô gái vượt qua được thử thách.
Ngày hôm sau, 20 cô gái còn lại đã có buổi phỏng vấn với ban giám khảo, trước khi có buổi chụp hình đầu tiên là ảnh chân dung tự nhiên với 10 lần bấm máy. Vào buổi đánh giá đầu tiên, 10 cô gái đã được chọn và sẽ bước vào cuộc thi nhưng sau đó, Anne quyết định sẽ chọn thêm 1 cô gái và Nina trở thành thí sinh thứ 11 của cuộc thi.
- Nhiếp ảnh gia: Sakari Majantie

### Tập 2
Khởi chiếu: 19 tháng 4 năm 2010
11 cô gái đã được di chuyển tới ngôi nhà chung của mình. Ngày hôm sau, họ được đưa tới trung tâm mua sắm Kamppi một buổi tập catwalk với Saimi. Sau đó, họ đã gặp Tommy tại cửa hàng thời trang Vero Moda cho thử thách phối đồ trong 5 phút, Nina chiến thắng thử thách nên nhận được thêm 40 lần bấm máy cho buổi chụp hình ngày mai và đồng thời cũng sẽ được giữ lại bộ đồ đang mặc trên người.
Ngày tiếp theo, họ đã có buổi chụp hình tiếp theo cho cửa hàng tiện lợi Subway, trong khi họ phải lơ lửng trên không và tỏ ra sự vui vẻ trên gương mặt. Vào buổi đánh giá ngày hôm sau với sự xuất hiện giám khảo khách mời là Pauliina Lindsberg, Jenna là người được gọi tên đầu tiên còn Anette là thí sinh đầu tiên bị loại.
- Nhiếp ảnh gia: Aleksi Koskinen
- Khách mời đặc biệt: Pauliina Lindsberg

### Tập 3
Khởi chiếu: 26 tháng 4 năm 2010
Anne đã đến gặp 10 cô gái còn lại tại ngôi nhà chung để biết về điểm mạnh và yếu trên gương mặt họ và sau đó Anne đã chỉ cho từng người một cách cải thiện trên khuôn mặt. Sau đó, huấn luyện viên Janne Mustonen & Tuomo Kilpeläinen từ Trainer4You kiểm tra cân nặng và thể lực của từng người trước khi có một buổi tập thể lực. Ngày hôm sau, họ được đưa tới tiệm salon Franck Provost cho diện mạo mới của mình, nhưng họ không biết rằng là buổi thay đổi diện mạo mới này kiểm tra tính chuyên nghiệp của họ. Kết quả là Tiia là người chuyên nghiệp nhất trong tất cả và nhận được 1 đôi giày cao gót từ Christian Louboutin
Ngày tiếp theo, họ đã có buổi chụp hình tiếp theo cho quần jean Konehelsinki, trong khi họ phải tạo dáng trước gương. Vào buổi đánh giá ngày hôm sau với sự xuất hiện giám khảo khách mời là Kalle Kuusela, Tiia là người được gọi tên đầu tiên còn Stephanie là thí sinh tiếp theo bị loại.
- Nhiếp ảnh gia: Tuukka Koski
- Khách mời đặc biệt: Janne Mustonen, Tuomo Kilpeläinen, Noora Soini, Franck Provost, Kalle Kuusela

### Tập 4
Khởi chiếu: 3 tháng 5 năm 2010
9 cô gái còn lại đã có một buổi học kịch ngẫu hứng với diễn viên Jaana Saarinen. Ngày hôm sau, họ được gặp Karoliina tại trung tâm mua sắm Sokos và được chia thành 3 đội cho thử thách quảng cáo mascara của Max Factor trước khung cửa sổ trung tâm mua sắm, Ira, Krista & Niina chiến thắng thử thách và nhận được thêm 10 lần bấm máy cho buổi chụp hình ngày mai.
Ngày tiếp theo, họ đã có buổi chụp hình tiếp theo cho tiệm salon Franck Provost, trong khi 2 nhà tạo mẫu tóc Fabien & Franck Provost sẽ làm tóc cho họ và họ sẽ phải tạo dáng theo cặp trong căn phòng đầy màu trắng. Vào buổi đánh giá ngày hôm sau với sự xuất hiện giám khảo khách mời là Franck Provost & Fabien Provost, Tiia là người được gọi tên đầu tiên còn Krista là thí sinh tiếp theo bị loại.
- Nhiếp ảnh gia: Jere Hietala
- Khách mời đặc biệt: Franck Provost, Fabien Provost

### Tập 5
Khởi chiếu: 10 tháng 5 năm 2010
8 cô gái còn lại được đưa tới sân bay và đã có một buổi nói chuyện với người mẫu Julia Välimäki từ Paparazzi Model Management. Ngày hôm sau, họ được đưa tới thủy cung Sealife cho thử thách tạo dáng dưới nước và kết quả là Anna & Jenna chiến thắng thử thách. Ngày tiếp theo, họ đã có một bữa tiệc sinh nhật cho Nina và mẹ của các cô gái bất ngờ đến thăm họ. Sau đó, họ đã có buổi chụp hình tiếp theo cho kem Magnum, trong khi phải tạo dáng dưới nước và phải hóa thân thành cô gái đang mơ màng trong thế giới riêng.
Vào buổi đánh giá ngày hôm sau với sự xuất hiện giám khảo khách mời là Mikko Harma, các cô gái háo hức khi biết được nếu vượt qua buổi loại trừ này thì họ sẽ được tới Milan. Kết quả là Anna là người được gọi tên đầu tiên còn Ira, Jenna & Nina rơi vào cuối bảng. Ira là người đầu tiên được an toàn nhưng sau đó thì Anne đưa 2 tấm hình còn lại cho Jenna & Nina và thông báo rằng họ sẽ không bị loại
- Nhiếp ảnh gia: Mikko Harma
- Khách mời đặc biệt: Julia Välimäki

### Tập 6
Khởi chiếu: 17 tháng 5 năm 2010
8 cô gái còn lại nhận được quyển portfolio của mình trước khi di chuyển tới sân bay Helsinki và từng người một sẽ được nhận lời khuyên từ Saimi trước khi bước vào máy bay. Sau đó, họ được đưa tới Milan và di chuyển tới khách sạn của mình. Ngày hôm sau, họ đã có một buổi casting cho quản lí người mẫu Next Model Management và Jenna được đề nghị thay đổi diện mạo khác. Sau đó, họ đã có một buổi mua sắm và dạo phố trong khi Jenna đi tới một tiệm salon để nhận diện mạo mới thứ hai, trước khi tất cả quay về Helsinki.
Ngày tiếp theo, họ đã có buổi chụp hình tiếp theo cho giường Hästens, trong khi họ phải tỏ ra thư giãn và thoải mái. Vào buổi đánh giá ngày hôm sau với sự xuất hiện giám khảo khách mời là Peter Vedel, Nelli là người được gọi tên đầu tiên còn Nina là thí sinh tiếp theo bị loại. Sau đó, Peter đã quyết định Mari & Nelli là 2 người làm tốt nhất trong buổi chụp hình và sẽ được một chuyến đi mua sắm tại Hästens ở Stockholm.
- Nhiếp ảnh gia: Kaapo Kamu
- Khách mời đặc biệt: Dunia Azzabi, Hannu Rantala, Peter Vedel

### Tập 7
Khởi chiếu: 24 tháng 5 năm 2010
Mari & Nelli đã được bay tới và nghỉ qua đêm tại Stockholm. Ngày hôm sau, cả 2 đã tận hưởng chuyến đi mua sắm tại Hästens, trước khi họ được đi cùng với chuyên gia catwalk J. Alexander quay về Helsinki. Ngày tiếp theo, 7 cô gái còn lại được đưa tới phòng đánh giá cho một buổi học catwalk với J. Alexander. Quay về ngôi nhà chung, họ đã được Tommy phối đồ cho họ trước khi được đi xem buổi trình diễn thời trang và tham gia vào bữa tiệc thời trang của Marimekko, mà không biết rằng đây là thử thách tiếp theo để kiểm tra cách họ giới thiệu bản thân với những người trong giới thời trang. Kết quả là Saara chiến thắng thử thách và nhận được 1 hộp quà tặng từ Marimekko.
Ngày hôm sau, họ đã có buổi chụp hình tiếp theo cho trang biên tập của tạp chí Elle, trong khi họ phải tạo dáng với túi xách. Vào buổi đánh giá ngày kế tiếp với sự xuất hiện giám khảo khách mời là J. Alexander & Mirva Saukkola, các cô gái đã phải đi catwalk trước mặt ban giám khảo. Kết quả là Tiia là người được gọi tên đầu tiên còn Anna & Nelli rơi vào cuối bảng, nhưng Anne sau đó thông báo rằng là cả 2 đều là thí sinh tiếp theo bị loại. Sau đó, 5 cô gái còn lại nhận được một bất ngờ là họ sẽ được bay tới Hurghada.
- Nhiếp ảnh gia: Nina Merikallio
- Khách mời đặc biệt: J. Alexander, Tiina Alahuhta-Kasko, Laila Snellman, Mirva Saukkola

### Tập 8
Khởi chiếu: 31 tháng 5 năm 2010
5 cô gái còn lại nhận được mỗi người một chiếc máy ảnh để chụp hình kỉ niệm, trước khi được bay tới Hurghada. Sau khi tới nơi, họ được di chuyển tới khách sạn The Grand Resort và được trải nghiệm múa tanoura. Ngày hôm sau, Anne & Tommy đã gặp các cô gái tại một khu chợ cho một buổi học về cách lấy cảm hứng cho tạo dáng, khi từng người một đã được nhận một từ chỉ tính cách cùng với E£100 và 30 phút để mua 1 bộ đồ thể hiện qua tính từ đó.
Ngày tiếp theo, họ đã gặp Saimi tại một bãi biển cho thử thách catwalk trong đồ trắng, trong khi họ phải đi giày cao gót trên cát và phải giữ thăng bằng một bình rượu vang trên đầu, kết quả là Saara chiến thắng thử thách và cô chọn Mari để nhận thưởng là một hộp trang sức. Sau đó, họ đã có một ngày thư giãn ở bãi biển và một bữa tối và nhảy nhót với Tommy. Ngày hôm sau, họ đã có buổi chụp hình tiếp theo cho công ty du lịch Tjäreborg, trong khi họ phải hóa thân thành những kiểu du khách khác nhau. Sau đó, họ đã có một bữa tối với giám đốc marketing Leif Neuvonen từ Tjäreborg. Vào buổi đánh giá, Jenna là người được gọi tên đầu tiên còn Ira là thí sinh tiếp theo bị loại.
- Nhiếp ảnh gia: Sakari Majantie
- Khách mời đặc biệt: Erwin Popov, Leif Neuvonen

### Tập 9
Khởi chiếu: 7 tháng 6 năm 2010
4 cô gái còn lại được trải nghiệm đi du thuyền và lặn dưới biển. Ngày hôm sau, họ đã có một buổi tham quan tại đền Luxor cùng với Sakari và hướng dẫn viên Fadi Ihab, trước khi có thử thách chụp phong cảnh để kiểm tra cách họ xử lí như một nhiếp ảnh gia. Sau đó, họ đã có một buổi du ngoạn trên sông trước khi được đưa lên du thuyền MS Grand Sun để cùng Sakari xem những tấm ảnh họ chụp ở ngôi đền trước đó, kết quả là Tiia chiến thắng thử thách
Ngày tiếp theo, họ đã có buổi chụp hình tiếp theo cho kẹo Fazer Geisha, trong khi họ phải hóa thân thành geisha và tạo 2 kiểu dáng trong 2 trang phục khác nhau. Ngày hôm sau, họ đã phải quay về Helsinki cho buổi đánh giá ngày kế tiếp với sự xuất hiện giám khảo khách mời là Outi Broux, Tiia là người được gọi tên đầu tiên còn Mari là thí sinh tiếp theo bị loại.
- Nhiếp ảnh gia: Jonas Lundqvist
- Khách mời đặc biệt: Fadi Ihab, Erwin Popov, Outi Broux

### Tập 10
Khởi chiếu: 14 tháng 6 năm 2010
3 cô gái còn lại được đưa tới trung tâm sức khỏe Trainer4You để kiểm tra cân nặng và thể lực của mình để so sánh sự thay đổi của họ từ đầu cuộc thi. Ngày hôm sau, họ đã có một buổi thư giãn tại Finnair Via Spa ở sân bay Helsinki-Vantaa, trước khi từng người một đã có một buổi nói chuyện và nhận lời khuyên từ Anne. Sau đó, họ được đưa tới trụ sở xuất bản tạp chí Aller Media cho một buổi phỏng vấn với tổng biên tập Mirva Saukkola của tạp chí Elle và tiếp đó là một buổi phỏng vấn với Laila Snellman, Jari Leskinen & Pirjo Varjoranta tại quản lí người mẫu Paparazzi Model Management.
Ngày tiếp theo, họ được đưa tới trung tâm văn hóa Kaapelitehdas cho buổi chụp hình cuối cùng cho mỹ phẩm Max Factor, khi họ phải hóa thân thành cô gái tương lai mạnh mẽ, tự tin và thích chơi đùa với mỹ phẩm. Ngày hôm sau, họ đã có một buổi diễn tập với Tommy trước khi quay về thu dọn hành lí và rời khỏi ngôi nhà chung. Sau đó, các cô gái đã bước vào buổi trình diễn thời trang cuối cùng cho Vero Moda trong phòng đánh giá. Vào buổi đánh giá cuối cùng với sự xuất hiện giám khảo khách mời là Nina Merikallio, Jenna trở thành quán quân thứ ba của Suomen huippumalli haussa.
- Nhiếp ảnh gia: Nina Merikallio
- Khách mời đặc biệt: Janne Mustonen, Linda Åberg, Mirva Saukkola, Pirjo Varjoranta, Jari Leskinen, Laila Snellman, Eeva Solja, Minttu Vesala, Tom Wennerstrand, Julia Välimäki

## Thứ tự gọi tên
| Thứ tự | Tập       | Tập       | Tập       | Tập    | Tập        | Tập   | Tập        | Tập   | Tập   | Tập        |
| Thứ tự | 1         | 2         | 3         | 4      | 5          | 6     | 7          | 8     | 9     | 10         |
| ------ | --------- | --------- | --------- | ------ | ---------- | ----- | ---------- | ----- | ----- | ---------- |
| 1      | Mari      | Jenna     | Tiia      | Tiia   | Anna       | Nelli | Tiia       | Jenna | Tiia  | Jenna      |
| 2      | Nelli     | Nelli     | Saara     | Ira    | Mari       | Ira   | Jenna      | Saara | Jenna | Saara Tiia |
| 3      | Anette    | Tiia      | Mari      | Nelli  | Tiia       | Anna  | Ira        | Tiia  | Saara | Saara Tiia |
| 4      | Stephanie | Ira       | Nina      | Nina   | Nelli      | Jenna | Mari       | Mari  | Mari  |            |
| 5      | Anna      | Krista    | Anna      | Saara  | Saara      | Mari  | Saara      | Ira   |       |            |
| 6      | Ira       | Anna      | Ira       | Anna   | Ira        | Tiia  | Anna Nelli |       |       |            |
| 7      | Saara     | Nina      | Jenna     | Mari   | Jenna Nina | Saara | Anna Nelli |       |       |            |
| 8      | Tiia      | Stephanie | Krista    | Jenna  | Jenna Nina | Nina  |            |       |       |            |
| 9      | Jenna     | Mari      | Nelli     | Krista |            |       |            |       |       |            |
| 10     | Krista    | Saara     | Stephanie |        |            |       |            |       |       |            |
| 11     | Nina      | Anette    |           |        |            |       |            |       |       |            |

     Thí sinh bị loại
     Thí sinh không bị loại khi rơi vào cuối bảng
     Thí sinh chiến thắng cuộc thi
- Trong tập 1, từ 50 thí sinh bán kết được chọn được giảm xuống còn top 10, Nina đã được chọn thành thí sinh thứ 11.

### Buổi chụp hình
- Tập 1: Ảnh chân dung vẻ đẹp tự nhiên (casting)
- Tập 2: Lơ lửng trên không cho Subway
- Tập 3: Tạo dáng trước gương cho Konehelsinki
- Tập 4: Tạo dáng với mái tóc được stylish bởi Franck & Fabien Provost theo cặp
- Tập 5: Cô gái mơ màng dưới bể bơi cho Magnum
- Tập 6: Thư giãn trên giường cho Hästens
- Tập 7: Tạo dáng với túi xách cho Elle
- Tập 8: Các vị khách du lịch cho Tjäreborg
- Tập 9: Geisha cho Fazer Geisha
- Tập 10: Ảnh quảng cáo cho Max Factor